# Xysticus viveki
Xysticus viveki là một loài nhện trong họ Thomisidae.
Loài này thuộc chi Xysticus. Xysticus viveki được Pawan U. Gajbe miêu tả năm 2005.